# Arqueologia clássica
Arqueologia clássica é o termo que designa a investigação arqueológica das grandes civilizações mediterrâneas da Grécia e Roma antigas. Arqueólogos como Heinrich Schliemann foram atraídos ao estudo de sociedades sobre as quais haviam lido nos textos gregos e romanos. Diversas universidades e países possuem programas de escavações e escolas especializadas na região do Mediterrâneo, devido ao apelo arqueológico existente na área.
Como atividade acadêmica derivou da Filologia e era normalmente, praticada em instituições devotadas aos Estudos Clássicos. Em muitos lugares, a Arqueologia e a História da Arte eram consideradas temas gêmeos, já que o estudo dos restos materiais do mundo antigo concentrou-se, em primeiro lugar, na sua arquitetura, escultura e pintura, isto é, os restos materiais de suas civilizações que ainda estavam de pé. O surgimento da arqueologia clássica está relacionado às crescentes ambições colonizadoras, no fim do século XIX, de britânicos, franceses, alemães e norte-americanos, quando intelectuais e estudiosos destas metrópoles foram enviados aos países de todo o Mediterrâneo, escavando suas ruínas e fundando importantes instituições arqueológicas em Atenas e Roma, como a British School, a École Française, o Deutsches Archäologisches Institut, a American Academy, entre outras.

## Temática
A arqueologia clássica, no seu sentido mais restrito e tradicional, se aplica somente ao estudo da cultura clássica, de Atenas da Grécia Antiga e da República ou do Império romanos. Ao mesmo tempo, no decorrer do século XIX, o campo se ampliou até incluir discussões a respeito de todo o mosaico elaborado de culturas que produziram as civilizações da Grécia e Roma antigas. Os arqueólogos clássicos especializados na Grécia, por exemplo, frequentemente tratam também de Creta e da sua Civilização Minoica, que habitou a ilha durante a Idade do Bronze, além dos períodos heládicos e geométricos, bem como o período neolítico da região da Grécia. Mesmo durante o período clássico grego, não se pode dizer que houve uma única cultura grega - existiram diversas variedades regionais, e grande parte do estudo da arqueologia clássica grega reside no exame destas diferenças regionais.
A arqueologia grega engloba também o período helenístico, o que traz consigo a necessidade de se examinar as influências gregas presentes em todas as áreas que fizeram parte do império de Alexandre, o Grande, que compreendeu o Egito e grande parte do Oriente Médio, bem como as influências estrangeiras na soceidade grega.
Já os arqueólogos clássicos que estudam a civilização romana também podem estudar a influência dos etruscos e de outras culturas presentes na península Itálica, além das subculturas existentes na própria República e no Império Romano, baseando-se em diferenças regionais. Discussões dos períodos tardios da Antiguidade também remetem a uma maior compreensão do período bizantino.

## Escavações
Ainda que inspirada pelos textos antigos, a arqueologia clássica não existiria sem os artefatos antigos. Embora boa parte da Arqueologia Clássica (como qualquer tipo de arqueologia) seja realizada por estudiosos em suas pesquisas, a parte mais vibrante e crucial dela são as escavações. As técnicas de escavação eram, originalmente, modeladas a partir das escavações que haviam sido realizadas anteriormente, no Egito e no Oriente Médio, e procuravam apenas com grandes artefatos e muros, sem preocupar-se muito com os restos delicados que pudessem existir nas áreas ao redor. A maioria dos primeiros sítios ainda não foram datados de maneira satisfatória porque a estratigrafia não pode ser feita, isto é, os diferentes estratos, camadas de solo que, juntamente com os artefatos que eles contêm, são utilizados para determinar a idade de um sítio arqueológico ou de parte dele, haviam sido completamente removidos e desprezados. Além disso, as primeiras escavações frequentemente não faziam qualquer tipo de catalogação detalhada dos objetos encontrados, o que tornou difícil datar estes objetos, determinar exatamente onde foram encontrados ou estabelecer alguma conexão entre os objetos que foram encontrados nos mesmos locais. Com o tempo, as técnicas de escavação melhoraram notavelmente e a quantidade de informação obtida a cada escavação hoje em dia é exponencialmente superior à das escavações iniciais. Isto significa também que a confecção dos relatórios das escavações leva agora muitos anos para ser feito, devido exatamente a este alto nível de detalhes a serem incluídos e analisados.